# Furuby distrikt
Furuby distrikt är ett distrikt i Växjö kommun och Kronobergs län. Distriktet ligger öster om Växjö. 

## Tidigare administrativ tillhörighet
Distriktet inrättades 2016 och utgörs av en del av området som Hovmantorps köping omfattade till 1971, den del som före 1952 utgjort Furuby socken.
Området motsvarar den omfattning Furuby församling hade 1999/2000.